# Силната До Бонг-сун
„Силната До Бонг-сун“ (на корейски: 힘쎈여자 도봉순; на английски: Strong Girl Bong-soon) е южнокорейски сериал, който се излъчва от 24 февруари до 15 април 2017 г. по JTBC.

## Сюжет
До Бонг-сун е родена със свръхчовешка сила, която е наследствена и се предава само на жените в семейството ѝ. Тя мечтае да създаде видео игра, в която да е главният герой. Освен това отчаяно иска да се превърне в деликатна и елегантна жена, заради мъжа, когото харесва, полицаят Ин Гук-ду.
Благодарение на силата си, тя получава работа като бодигард на богатия наследник Ан Мин-хьок, главен изпълнителен директор на компанията за игри Ainsoft. Поредица от случаи на отвличане се случват в квартала, в който живее Бонг-сун, и тя е решена да хване виновника. С помощ и обучение от Мин-хьок тя успява да контролира силата си, за да я използва за добри каузи. Постепенно Мин-хьок и Бонг-сун откриват, че връзката им прераства в нещо повече. Взаимоотношенията им в работата и преследването на похитителя създават комични и опасни ситуации, които ги сближават.

## Актьори
- Пак Бо-йонг – До Бонг-сун
- Пак Хьонг-шик – Ан Мин-хьок
- Джи Су – Ин Гук-ду
- Ан У-йон – До Бонг-ки
- Шим Хе-джин – Хуанг Джин-и
- Ю Дже-мьонг – До Чил-гу
- Чон Сок-хо – секретар Конг